# Каза дел Маринаро (Римини)
Каза дел Маринаро је насеље у Италији у округу Римини, региону Емилија-Ромања.
Према процени из 2011. у насељу је живело 16 становника. Насеље се налази на надморској висини од 147 м.